# Yoshikazu Suzuki
Yoshikazu Suzuki (japanisch 鈴木 良和 Suzuki Yoshikazu; * 1. Juni 1982 in der Präfektur Shizuoka) ist ein ehemaliger japanischer Fußballspieler.

## Karriere
Suzuki erlernte das Fußballspielen in der Schulmannschaft der Tokai University Shoyo High School. Seinen ersten Vertrag unterschrieb er 2001 bei den Shonan Bellmare. Der Verein spielte in der zweithöchsten Liga des Landes, der J2 League. Für den Verein absolvierte er 136 Ligaspiele. 2006 wechselte er zum Ligakonkurrenten Mito HollyHock. Für den Verein absolvierte er 68 Ligaspiele. Ende 2008 beendete er seine Karriere als Fußballspieler.